# Poznańskie Towarzystwo Przyjaciół Nauk

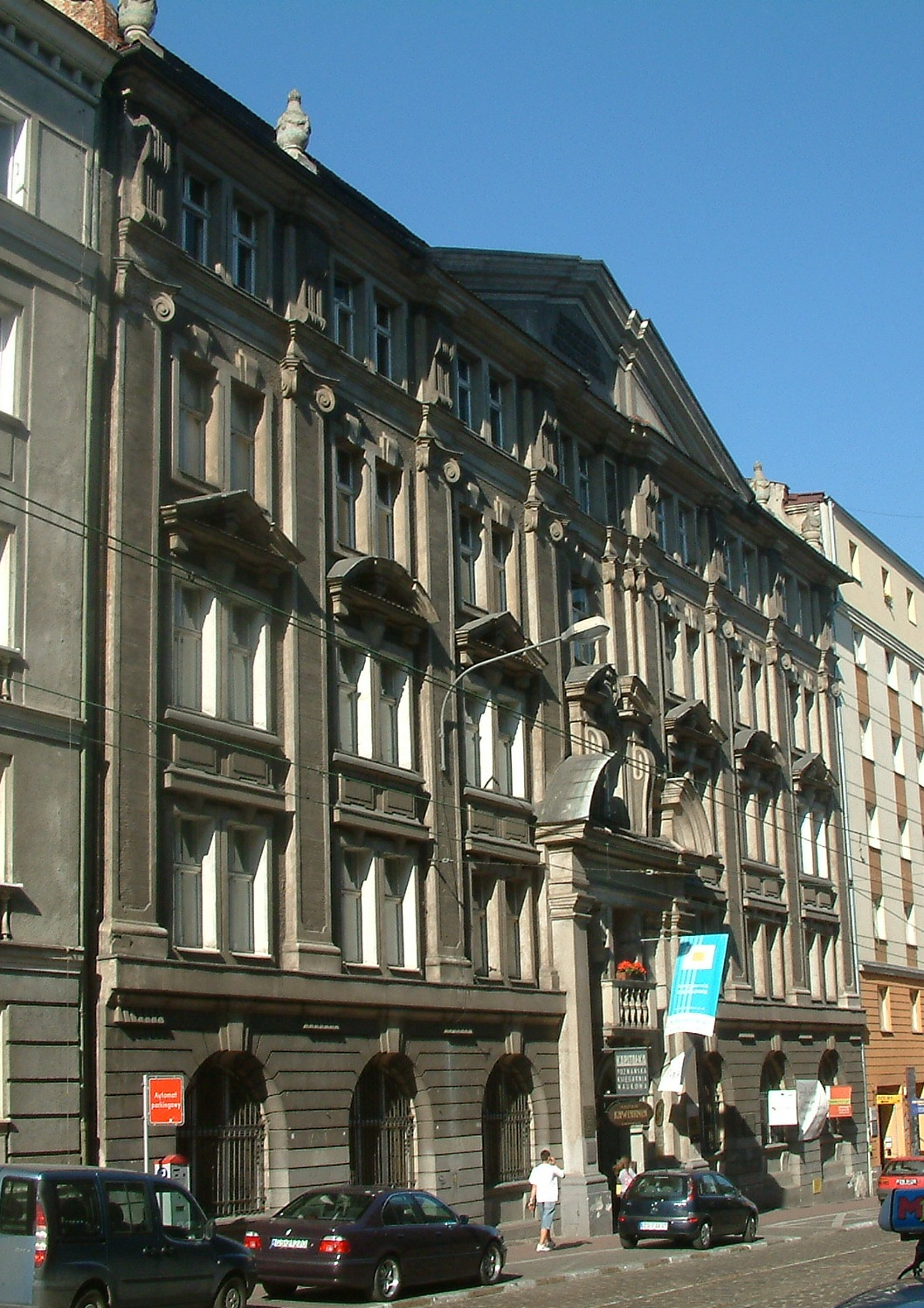
Hauptsitz der Gesellschaft

Poznańskie Towarzystwo Przyjaciół Nauk oder Posener Gesellschaft der Freunde der Wissenschaften, kurz PTPN, ist ein gemeinnütziger Verein, der am 13. Februar 1857 von 42 Gründungsmitgliedern in Posen ins Leben gerufen wurde.

## Geschichte
Ziel der Gesellschaft war es, die polnische Kultur und Wissenschaft zu schützen und zu fördern. Erster Präsident der Gesellschaft wurde August Cieszkowski. Das ursprünglich geplante humanistisch-künstlerische Profil der Gesellschaft weitete sich schnell auch auf Naturwissenschaften aus. Man forschte, knüpfte Kontakte, tauschte sich mit anderen wissenschaftlichen Institutionen u. a. aus Warschau, Krakau, Lemberg, Petersburg, Berlin, Prag, Olmütz, Belgrad, Charkow und Kopenhagen aus und gab eigene Fachzeitschriften heraus.
Bis zu der 1872 in Krakau erfolgten Gründung der PAU, der Akademie der Gelehrsamkeit, war die PTPN die kulturelle und wissenschaftliche Hauptorganisation aller Teile Polens und danach des preußischen Teils. Neben wissenschaftlicher Betätigung sammelte die Gesellschaft polnische Kunstwerke und sicherte sie der Nachwelt. Im Jahr 1919 war die PTPN einer der Gründungsinitiatoren der Posener Piastenuniversität.

## Gegenwart
Heute zählt die Gesellschaft etwa tausend Mitglieder aus ganz Polen, vor allem aber Wissenschaftler der Posener Hochschulen und Institute, die sich regelmäßig und häufig in Fachkommissionen und auf Symposien treffen.